# Agrotis obesa
Agrotis obesa là một loài bướm đêm trong họ Noctuidae.

## Hình ảnh

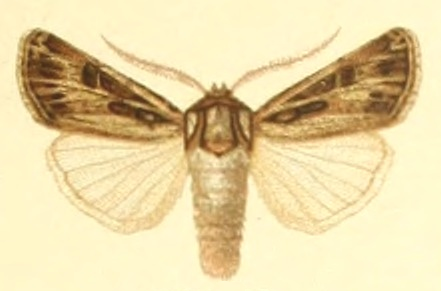